# Erysiphe montagnei
Erysiphe montagnei är en svampart som beskrevs av Lév. 1851. Erysiphe montagnei ingår i släktet Erysiphe och familjen Erysiphaceae.   Inga underarter finns listade i Catalogue of Life.